# Estadio Unión (Metropolitano)
La estación Estadio Unión, también conocida como estación Unión, es una estación del Metropolitano en Lima. Está ubicada en la intersección de la avenida Escuela Militar con el jirón Los Deportes en el distrito de Barranco. Está rodeada por una zona residencial. El nombre se debe al estadio ubicado en los alrededores de la estación.

## Características
Tiene dos plataformas para el embarque y desembarque de pasajeros, la entrada se ubica en el extremo sur de la estación a nivel del cruce peatonal y accesible para personas con movilidad reducida. Cuenta con máquinas y una taquilla para la compra y recarga de tarjetas.

### Troncales
| Servicio troncal | Indicador | Lunes a viernes | Lunes a viernes | Sábado        | Sábado        | Domingo       | Domingo       |
| Servicio troncal | Indicador | Norte a Sur     | Sur a Norte     | Norte a Sur   | Sur a Norte   | Domingo       | Domingo       |
| Servicio troncal | Indicador | Norte a Sur     | Sur a Norte     | Norte a Sur   | Sur a Norte   | Norte a Sur   | Sur a Norte   |
| ---------------- | --------- | --------------- | --------------- | ------------- | ------------- | ------------- | ------------- |
| Regular          | Regular C | 10:00 - 23:00   | 10:00 - 23:00   | 05:00 - 23:00 | 05:00 - 23:00 | 05:00 - 22:00 | 05:00 - 22:00 |
| Expreso          | Expreso 1 | 05:30 - 21:00   | 05:00 - 21:00   | 06:30 - 21:00 | 06:00 - 21:00 | 06:30 - 21:00 | 06:00 - 21:00 |